# My Lovely Girl
My Lovely Girl (hangul: 내겐 너무 사랑스러운 그녀; rr: Naegen Neomu Sarangseureoun Geunyeo) é uma telenovela sul-coreana estrelada por Rain e Krystal Jung. Tendo o mundo do K-pop como pano de fundo, o drama conta a história de duas pessoas doloridas que vão encontrar a cura através da música. O primeiro episódio foi ao ar em 17 de setembro de 2014.

## Sinopse
Hyun-wook (Rain) é um compositor e produtor de uma empresa de entretenimento. Depois de perder a namorada em um acidente, então ele conhece e se apaixona pela irmã mais nova de sua namorada, Se-na (Krystal Jung), que sonha em se tornar uma compositora musical.

## Elenco
- Rain como Lee Hyun-wook[5]
- Krystal Jung como Yoon Se-na[1]
- L como Shi-woo[6]
- Na Hae-ryung como Yoo Ra-eum[7]
- Park Yeong-gyu como Lee Jong-ho[8]
- Cha Ye-ryun como Shin Hae-yoon[9]
- Hoya como Kang Rae-hoon[6]
- Kim Jin-woo como Seo Jae (jovem)[10]
- Alex Chu como Bae Sung-jin[9]
- Kim Hye-eun como Oh Hee-seon[11]
- Kim Dani como Lee Min-ah[12]
- Lee Cho-hee como Joo-hong[13]
- Park Doo-sik como Cha Gong-chul[14]
- Lee Shi-ah como Yoon So-eun
- Kim Ki-bang como Yoo Sang-bong[15]
- Lee Soo-ji como An Da-jung[16]
- Joo Hee-bong como Kang Tae-min[17]
- Lee Dae-yeol como San-ah[18][19]
- Choi Sung-yoon como Jun-jun[18][19]

## Produção
Este drama é dirigido por Park Hyung-ki e escrito por No Ji-seol e a terceira colaboração entre os dois desde Scent of a Woman e Dr. Champ. A primeira leitura do script foi realizada em Agosto de 2014, em um estúdio de SBS em Ulsan.  A conferência de imprensa foi realizada no dia 15 de Setembro de 2014.

## Audiência
| Episódio #  | Data de exibição original | Audiência média em pontos | Audiência média em pontos    | Audiência média em pontos | Audiência média em pontos    |
| Episódio #  | Data de exibição original | TNmS Ratings              | TNmS Ratings                 | AGB Nielsen               | AGB Nielsen                  |
| Episódio #  | Data de exibição original | Em todo o país            | Região Metropolitana de Seul | Em todo o país            | Região Metropolitana de Seul |
| ----------- | ------------------------- | ------------------------- | ---------------------------- | ------------------------- | ---------------------------- |
| 1           | 17 de setembro de 2014    | 8.2%                      | 9.9%                         | 8.2%                      | 9.2%                         |
| 2           | 18 de setembro de 2014    | 8.1%                      | 10.9%                        | 7.5%                      | 8.3%                         |
| 3           | 24 de setembro de 2014    | 7.0%                      | 9.1%                         | 7.8%                      | 8.7%                         |
| 4           | 25 de setembro de 2014    | 7.2%                      | 8.6%                         | 7.3%                      | 8.4%                         |
| 5           | 1 de Outubro de 2014      | 6.2%                      | 7.0%                         | 6.9%                      | 7.8%                         |
| 6           | 2 de Outubro de 2014      | 4.7%                      | 5.8%                         | 4.7%                      | 5.4%                         |
| 7           | 8 de Outubro de 2014      | 6.5%                      | 7.4%                         | 6.4%                      | 7.3%                         |
| 8           | 9 de Outubro de 2014      | 8.1%                      | 9.5%                         | 6.6%                      | 7.4%                         |
| 9           | 15 de Outubro de 2014     | 6.4%                      | 7.4%                         | 5.7%                      | 6.3%                         |
| 10          | 16 de Outubro de 2014     | 7.1%                      | 8.5%                         | 6.9%                      | 7.1%                         |
| 11          | 23 de Outubro de 2014     | 6.0%                      | 6.5%                         | 6.9%                      | 7.9%                         |
| 12          | 29 de Outubro de 2014     | 5.1%                      | 6.1%                         | 5.7%                      | 6.6%                         |
| 13          | 30 de Outubro de 2014     | 5.4%                      | 5.5%                         | 5.6%                      | 6.0%                         |
| 14          | 5 de Novembro de 2014     | 5.7%                      | 6.1%                         | 5.0%                      | 5.7%                         |
| 15          | 5 de novembro de 2014     | 4.9%                      | 5.1%                         | 3.9%                      | 4.7%                         |
| 16          | 6 de novembro de 2014     | 5.6%                      | 6.6%                         | 5.5%                      | 5.7%                         |
| Média final | Média final               | 6.4%                      | 7.5%                         | 6.3%                      | 7.0%                         |

## Trilha sonora
| N.º | Título | Duração |  |

| Artista        | Título                         | Melhores posições   | Vendas  | Álbum              |
| Artista        | Título                         | Gaon Download Chart | Vendas  | Álbum              |
| -------------- | ------------------------------ | ------------------- | ------- | ------------------ |
| Loco e Mamamoo | "This Song (이 노래)"          | 37                  | 68,628+ | My Lovely Girl OST |
| Krystal Jung   | "On The Verge Of Tears (울컥)" | 12                  | 72,957+ | My Lovely Girl OST |

## Transmissão internacional
Direitos de transmissão on-line do dorama foram vendidos para Youku Tudou, a um preço recorde de US$ 200.000 por episódio, tornando-se o drama coreano mais caro que foi comprado na China. O recorde foi anteriormente era de Fated to Love You (versão coreana), que tinha um preço de US$ 120.000 por episódio.